# Spaljivanje knjiga
Spaljivanje knjiga, odnosno biblioklazam ili libricid je naziv za namjernu aktivnost, često ceremonijalne prirode, koja za svrhu ima uništavanje knjiga. Može podrazumijevati i uništavanje drugih medija za prijenos informacija kao što su gramofonske ploče, filmovi, magnetoskopske vrpce i CD-ovi. Razlozi za takvu aktivnost su obično religijske, političke ili ideološke prirode i njima se obično nastoje trajno ukloniti sadržaji koji se smatraju uvredljivima ili neprihvatljivima, odnosno na spektakularni način izraziti neslaganje s u njima prezentiranim idejama.
Spaljivanje knjiga je kroz povijest predstavljalo najekstremniji oblik cenzure i u modernom svijetu se obično vezuje uz autoritarne režime i institucije, pri čemu se kao jedan od najstarijih primjera navodi Kina pod vlašću prvog cara Qi Shi Huanga, koji je u 3. st. pr. Kr. naredio spaljivanje knjiga i pokapanje učenjaka. Zahvaljujući spaljivanju knjiga brojna književna djela i neprocjenjivi izvori povijestnih podataka trajno su izgubljena. U 20. st. postala su poznata nacistička spaljivanja knjiga te javna spaljivanja Beatlesovih ploča u SAD 1960-ih nakon što je dio tamošnjih kršćana njihovu izjavu "da su popularniji od Krista" shvatio kao blasfemiju.

## Spaljivanje knjiga kao dio velikosrpske agresije
Spaljivanje hrvatskih knjiga bio je dio velikosrpske agresije na hrvatsku baštinu. Hrvatske su knjige spaljivane još za vrijeme Jugoslavije, kad su uništavani romani nepoćudnih hrvatskih pisaca i pravopisi nepodobnih pravopisaca (pa su hrvatski autori jedva uspjeli sačuvati jedan primjerak te ga prokrijumčariti u London gdje su ga objavili). Libricidna aktivnost prikrivana je preskakivanjem obrednosti spaljivanja, pa su knjige uništavane na drugi način: razvaljivane još u slogu u tiskarama ili su otpremljene u stari papir, odnosno završile su u pulpi kao reciklirani materijal.
Ta se je praksa uništavanja knjiga nastavila za vrijeme velikosrpske agresije na Hrvatsku i BiH. Tako su u Hrvatskoj i Bosni i Hercegovini spaljivanja knjiga posljednji put su zabilježena 1990-ih kada su tijekom Velikosrpske agresije na Hrvatsku i BiH riznice znanja bile omiljeni cilj topničkih napada Jugoslavenske narodne armije. Među ciljevima napada bila je 
- Nacionalna biblioteka u Sarajevu u kojoj se je nalazilo pored milijuna knjiga, rukopisa i cijele zbirke jedinstvenih povijesnih dokumenta.
- u Osijeku je gorjela biblioteka Slavonica.
- u Dubrovniku je jedno od prvih ciljeva zločinačkih napada bio Međunarodni sveučilišni centar IUC i njegova biblioteka s 20 000 svezaka.[2][3]

Sustavno uništavanje biblioteka tijekom velikosrpske agresije bio je sastavni dio strategije koju je provodila Jugoslavenska narodna armija i brojne njoj pridružene srpske paravojne skupine.

## Vanjske poveznice
- "On Book Burnings and Book Burners: Reflections on the Power (and Powerlessness) of Ideas" by Hans J. Hillerbrand
- Spaljivanje knjiga